# Supernovae di tipo Ib e Ic

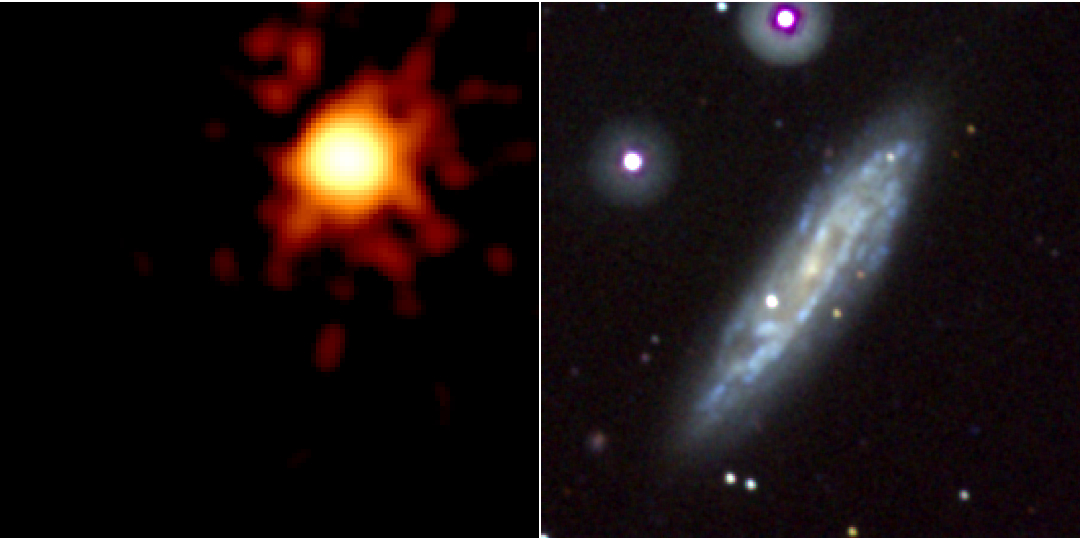
La supernova di tipo Ib 2008D nella galassia NGC 2770, mostrata a raggi X (sinistra) e nella luce visibile (destra) in posizione corrispondente. NASA.

Le supernovae di tipo Ib e Ic sono una classe di supernovae che si producono in seguito al collasso del nucleo di stelle molto massicce che hanno perso gran parte o tutto il proprio involucro esterno di idrogeno. Rispetto a quelle di tipo Ia, lo spettro luminoso di queste due categorie di supernovae è privo della linea di assorbimento del silicio. Le supernovae di tipo Ic si differenziano da quelle di tipo Ib per aver perso una parte maggiore del loro involucro, incluso parte dello strato di elio immediatamente sottostante allo strato di idrogeno.

## Formazione

La stratificazione "a cipolla" di una stella massiccia evoluta (non in scala).

Una stella massiccia evoluta, prima di diventare una supernova, ha una struttura simile a quella di una cipolla, con molteplici involucri in cui avvengono le reazioni nucleari. L'involucro più esterno consiste di idrogeno, mentre se si procede verso il centro della stella seguono gli involucri di elio, carbonio, neon, ossigeno, silicio e ferro. Se il vento emanato dalla stella produce una perdita di massa significativa, lo strato superficiale di idrogeno può essere soffiato via dall'astro, esponendo l'involucro più interno costituito principalmente da elio commisto ad altri elementi. Le stelle molto massicce, aventi masse 25 volte quella del Sole o più, possono arrivare a perdere 10−5 masse solari all'anno, cioè l'equivalente della massa del Sole ogni 100.000 anni.
Si suppone che le supernovae di tipo Ib e Ic siano prodotte dal collasso di stelle massicce che hanno perduto i loro strati esterni di idrogeno e elio o a causa dell'intenso vento stellare o a causa di un imponente trasferimento di massa a una compagna con cui interagiscono gravitazionalmente. Le stelle di Wolf-Rayet sono un esempio di stelle che hanno subito importanti perdite di massa di questo tipo: esse manifestano infatti spettri in cui le linee dell'idrogeno non compaiono.
Le supernovae di tipo Ib si originano da stelle che hanno espulso la maggior parte del proprio idrogeno, mentre quelle di tipo Ic da stelle che hanno perso sia i gusci dell'idrogeno che gran parte di quello d'elio. A parte questo aspetto, tuttavia, i meccanismi che producono le supernovae di tipo Ib e Ic sono simili a quelli che producono quelle di tipo II, motivo per il quale entrambe le classi sono note anche come supernovae a collasso nucleare; in particolare, le supernovae di classe Ib/Ic sono note come supernovae a collasso nucleare nudo. Le caratteristiche spettrali inoltre permettono di considerare i tipi Ib e Ic anche come una via di mezzo fra le supernovae di tipo Ia e quelle di tipo II.

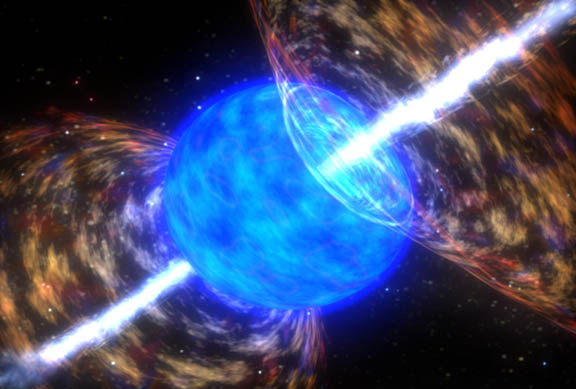
Rappresentazione artistica di una stella di Wolf-Rayet mentre esplode in una supernova di tipo Ic emettendo anche un gamma ray burst.

Vi sono evidenze che portano a pensare che solo una piccola percentuale di supernovae di tipo Ic causino gamma ray burst (GRB), anche se potenzialmente tutte le stelle che hanno perso lo strato superficiale dell'idrogeno possono originare GRB. Probabilmente la comparsa o meno di un GRB dipende dalla geometria dell'esplosione.
Dal momento che le loro stelle progenitrici sono piuttosto rare, si ritiene che la frequenza con cui si verifichi l'esplosione di una supernova di tipo Ib o Ic sia nettamente inferiore a quella delle supernovae di tipo II; si verificano comunque con una certa frequenza nelle regioni di attiva formazione stellare (spesso associate a fenomeni di starburst), mentre non ne sono ancora state rintracciate all'interno di galassie ellittiche.

## Spettri e curve di luce
Come le supernovae di tipo Ia, le supernovae di tipo Ib e Ic non mostrano nei loro spettri le linee dell'idrogeno; tuttavia si differenziano dalle supernovae di tipo Ia per la mancanza della linea di assorbimento del silicio monoionico alla lunghezza d'onda di 635,5 nm. Man mano che invecchiano, mostrano inoltre le linee di alcuni elementi come ossigeno, calcio e magnesio, mentre nelle supernovae di tipo Ia dominano le linee del ferro. Le supernovae di tipo Ib si differenziano inoltre dalle Ic per la mancanza in queste ultime delle linee dell'elio a 587,6 nm.
Le curve di luce delle supernovae di tipo Ib sono generalmente abbastanza simili a quelle delle supernovae di tipo Ia, anche se possono differire in una certa misura. Spesso però il loro picco di luminosità risulta più basso e più spostato verso il rosso. Osservata nella porzione dell'infrarosso, la curva di luce appare molto simile a quella delle supernovae di tipo II-L. Rispetto alle supernovae di tipo Ic, le SN di tipo Ib solitamente presentano un declino della luminosità più lento.
Le curve di luce delle supernovae di tipo Ia sono impiegate come candele standard per la misurazione delle distanze cosmologiche. Pertanto, per via della loro somiglianza con le curve luminose delle SN di tipo Ia, le supernovae di tipo Ib e Ic costituiscono una fonte di contaminazione e quindi, una volta riconosciute, andrebbero rimosse dai saggi osservativi prima di addentrarsi nella stima delle distanze cosmiche.